# Санкт-Петерцелль
Санкт-Петерцелль (нем. St. Peterzell) — деревня и бывшая коммуна в Швейцарии, в кантоне Санкт-Галлен.
До 2008 года имела статус отдельной коммуны. 1 января 2009 была объединена с коммунами Могельсберг и Бруннадерн в новую коммуну Неккерталь.
Входит в состав округа Тоггенбург. Население составляет 1178 человек (на 31 декабря 2006 года). Официальный код — 3376.